# Associazione Sportiva Orizzonte Catania
L'Associazione Sportiva Orizzonte  Catania è una società di pallanuoto femminile di Catania.
Si tratta della più titolata società d'Europa nella disciplina, avendo vinto venticinque campionati nazionali, cinque Coppe Italia, otto Coppe dei Campioni, una Coppa LEN, due Supercoppe LEN e una FIN Cup.

## Storia

Sabrina Barresi e Claudia Vinciguerra nel 1988

Fondata con il nome di Dopolavoro Ferroviario Catania da Gino Pizzuto ed Enzo Aidala nel 1985, l'anno della nascita del campionato femminile di pallanuoto, la squadra approdò già nel 1986 in Serie A. L'esordio nella massima serie è del 16 marzo dello stesso anno, in una partita contro la De Gregorio Roma vinta per 22-0. Dopo essere stata finalista per 6 anni di fila (dal 1986 al 1991), battuta solo dal Volturno, finalmente nel campionato 1991-92 l'Orizzonte, con l'avvento alla presidenza di Nello Russo, vinse il suo primo scudetto. Da allora prese il via una lunga striscia di successi che permisero alla compagine siciliana di accreditarsi come la società più vincente d'Italia (tra il 1992 ed il 2006 conquistò ben quindici scudetti di fila) e d'Europa, aggiudicandosi otto Coppe dei Campioni.
Dalla stagione 2006-07 al 2007-08, la squadra biancorossa è stata guidata da Giusi Malato, poi sostituita da Pierluigi Formiconi. Il 23 novembre 2008 l'Orizzonte ha vinto la sua prima Supercoppa LEN. Nel corso degli anni 2010 la squadra ha subito un calo di prestazioni rispetto alle stagioni precedenti, subendo l'avvento di formazioni in grado di interrompere il suo decennale ciclo di successi come Plebiscito Padova, Rapallo ed Imperia. Solo a partire dal 2018, guidata da Martina Miceli, la compagine siciliana avviò un nuovo ciclo vincente, con la conquista - tra le altre cose - di sei scudetti consecutivi, una Coppa LEN (la prima della sua storia) ed una Supercoppa LEN.

## Pallanuotiste e allenatori

Claudia Vinciguerra nel 1988-1989.

Tra le giocatrici più importanti che hanno vestito la calottine dell'Orizzonte Catania vanno ricordate Cristiana Conti, Giusi Malato, Maddalena Musumeci, Tania Di Mario, Martina Miceli e Silvia Bosurgi, tutte vittoriose con il Setterosa all'Olimpiade di Atene 2004, e le "storiche" Claudia Vinciguerra, Sabrina Barresi e Flavia Villa. Tra i tecnici che hanno fatto la storia dell'Orizzonte si possono invece menzionale Giovanni Puliafito e Mauro Maugeri: entrambi hanno allenato anche il Setterosa.

## Rosa 2025-2026
| N° |                   | Ruolo | Giocatore         |
| -- | ----------------- | ----- | ----------------- |
|    | Italia (bandiera) | P     | Aurora Condorelli |
|    | Italia (bandiera) | P     | Ludovica Celona   |
|    | Italia (bandiera) | D     | Giulia Viacava    |
|    | Italia (bandiera) | D     | Chiara Tabani     |
|    | Italia (bandiera) | A     | Dafne Bettini     |
|    | Italia (bandiera) | A     | Aurora Longo      |

| N° |                        | Ruolo | Giocatore             |
| -- | ---------------------- | ----- | --------------------- |
|    | Italia (bandiera)      | A     | Morena Leone          |
|    | Italia (bandiera)      | A     | Teresa Lombardo       |
|    | Australia (bandiera)   | A     | Bronte Riley Halligan |
|    | Italia (bandiera)      | CB    | Gaia Gagliardi        |
|    | Italia (bandiera)      | CB    | Sofia Moschetti       |
|    | Paesi Bassi (bandiera) | CB    | Vivian Sevenich       |

| Allenatore: | Martina Miceli |

## Palmarès

L'Orizzonte Catania 1988-1989

### Trofei nazionali
- Campionato italiano: 25 (record)

1991-92; 1992-93; 1993-94; 1994-95; 1995-96; 1996-97; 1997-98; 1998-99; 1999-00; 2000-01 
2001-02; 2002-03; 2003-04; 2004-05; 2005-06; 2007-08; 2008-09; 2009-10; 2010-11; 2018-19 
2020-21; 2021-22; 2022-23; 2023-24; 2024-25.
ORIZZONTE-KINEF 6-5

Kirishi, 24 aprile 2005

Geymonat Orizzonte: Conti, Pavan 1, Pelle 1, Starace 1, Di Mario 1, Bosurgi 2, Malato, Villa, Iuppa, Drei, Vitale, D.Maugeri, Brancati. All. Maugeri.

Kinef Kirishi: Zlotnikova, Turova 2, Zhartun, Konukh, Vyshnyakova, Botaleva 1, Belousova, Soboleva, Formicheva 1, Mazepova, Smurova 1, Dundersky, Khlystova. All.: Naritsa.

Arbitri: Brala e Stavridis.

Parziali: 2-2, 2-0, 2-2, 0-1.
- Coppe Italia: 5 (record)

2011-12, 2012-13, 2017-18, 2020-21, 2022-23
- FIN Cup: 1 (record condiviso con il Plebiscito Padova)

2017-18

### Trofei internazionali
- LEN Euro League Women: 8 (record)

1993-94; 1997-98; 2000-01; 2001-02; 2003-04; 2004-05; 2005-06; 2007-08
- Supercoppa LEN: 2

2008, 2019
ORIZZONTE-VOULIAGMENI 14-13

Catania, 26 aprile 2008

Geymonat Orizzonte: Brancati, Miceli 1, Zanchi 1, Bartolini, Di Mario 3, Bosurgi 3, Bosello 1, Ragusa, Gil 5, Musumeci, Campbell, Tagliaferri, Scuderi. All. Malato.

Vouliagmeni Atene: Milonaki, Tsoukala 2, Melidoni, Alexaki, Kantzou, Liosi 2, Asimaki 1, Roubesi 2, Gerolimou 5, Chrysikopoulou, Kouteli, Lara 1, Kouvdou. All. Roupaka.

Arbitri: Cisneros e Szekely.

Parziali: 4-3, 3-3, 1-3, 3-2; 1-1, 2-1.
- Coppe LEN: 1

2018-19

### Trofei giovanili
- Campionato italiano femminile U-20: 3

2021, 2022, 2023
- Campionato italiano femminile U-19: 1

2019
- Campionato italiano femminile U-18: 2

2021, 2023
- Campionato italiano femminile U-17: 2

2016, 2017
- Campionato italiano femminile U-16: 2

2022, 2023
- Campionato italiano femminile U-15: 1

2015
- Campionato italiano femminile U-14: 1

2021